# The Octagon House
The Octagon House, construida entre 1789 y 1800, fue diseñada por el doctor William Thornton, el arquitecto del Capitolio de los Estados Unidos. La casa se construyó para el coronel John Tayloe, al cual pertenecía la plantación de Mt. Airy, a unos 150 kilómetros al sur de Washington D. C. en el condado de Richmond, en Virginia. Tayloe tenía la fama de ser el propietario de la plantación más rica de Virginia, y se construyó una casa en Washington siguiendo el consejo de George Washington. En 1814, el coronel Tayloe ofreció el uso de su casa al presidente James Madison y a su mujer como una casa temporal debido a la quema de la Casa Blanca por parte de los británicos. Madison usó la habitación circular encima de la entrada como estudio, y allí firmó el Tratado de Gante que acabó con la Guerra de 1812. 
Esta casa de tres pisos de ladrillo, que se adaptó a una finca de forma irregular, muestra un nuevo ladrillo con el tradicional estilo georgiano y el nuevo esquema de casa federal. The Octagon alcanza la cima de la arquitectura federal en los Estados Unidos gracias a sus brillantes planos que combinan un círculo, dos rectángulos y un triángulo, así como por la elegancia y moderación de su decoración interior y exterior. La piedra Coade (un tipo de piedra cerámica inglesa), las cocinas, los elementos decorativos y los muebles se trajeron de Inglaterra. Los materiales de construcción, como los ladrillos, madera, hierro y otras piedras se produjeron en los Estados Unidos.
La Octagon House se convirtió en la sede del American Institute of Architects (Instituto Americano de Arquitectos, o AIA) el 1 de enero de 1899, y tomaron posesión de la casa en el año 1902. Hoy, la Fundación Americana de la Arquitectura es la dueña de Octagon House, y la AIA ha movido su sede a un edificio más grande detrás del original. Se ha llevado a cabo un extenso trabajo de rehabilitación en la casa desde 1996, tratando de retornar al esplendor inicial de este edificio.